# Marin Wassilew

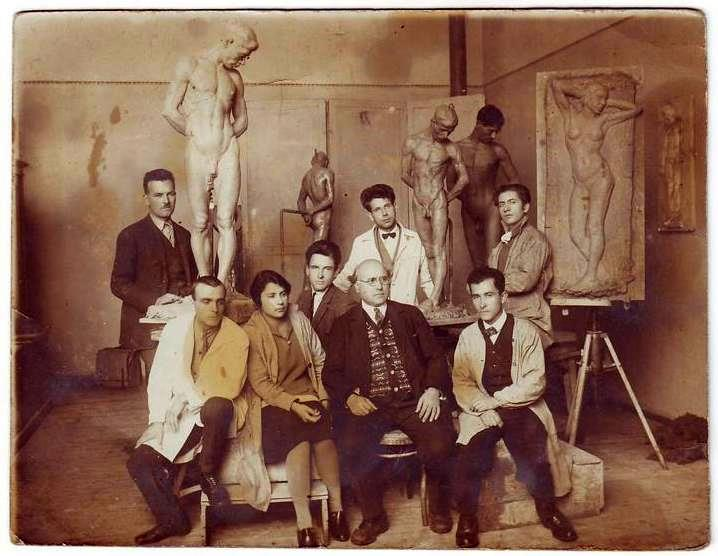
Marin Wassilew (vorn 2. von rechts) mit Mara Georgiewa (vorn 3. von rechts) und seinen Studenten (1928)

Marin Wassilew (bulgarisch Марин Василев; * 15. Augustjul. / 27. August 1867greg. in Schumen; † 14. Dezember 1931 in Sofia) war ein osmanisch-bulgarischer Bildhauer und Hochschullehrer.

## Leben
Nach dem Besuch einer Pädagogik-Schule (Abschluss 1886) studierte Wassilew an der Schule für Bildhauerei und Steinbearbeitung in Horschitz mit Abschluss 1890. Darauf unterrichtete er in der Staatlichen Gewerbeschule in Sofia.
1891–1894 studierte Wassilew Dekorations- und Monumentalbildhauerei an der Akademie der Bildenden Künste München. 1894–1896 studierte er Komposition an der Akademie der Bildenden Künste Prag in der Klasse Josef Václav Myslbeks.
1899 kehrte Wassilew nach Sofia zurück und lehrte nun Modellieren, Bildhauerei und Steinbearbeitung an der Gewerbeschule für Kunst, die später in der Kunstakademie aufging. 1911 wurde er zum Professor ernannt. Zu seinen Schülern gehörten Mara Georgiewa, Pjotr Ramadanow und Nikola Petrow.
Wassilews Schaffen war von der Münchener Secession beeinflusst. Er schuf Denkmäler für Wassil Lewski (1902), Christo Gruew Danow (1909–1911), Iwan Schischmanow (1920), Stojan Saimow (1929) und das Denkmal für die Swischtower, die für die Freiheit Bulgariens starben. Auch schuf Wassilew die Skulpturen für die Fassade der Bank von Sofia (jetzt Banka DSK).
Wassilew begründete mit Boris Schatz und Scheko Spiridonow die bulgarische Bildhauerei.

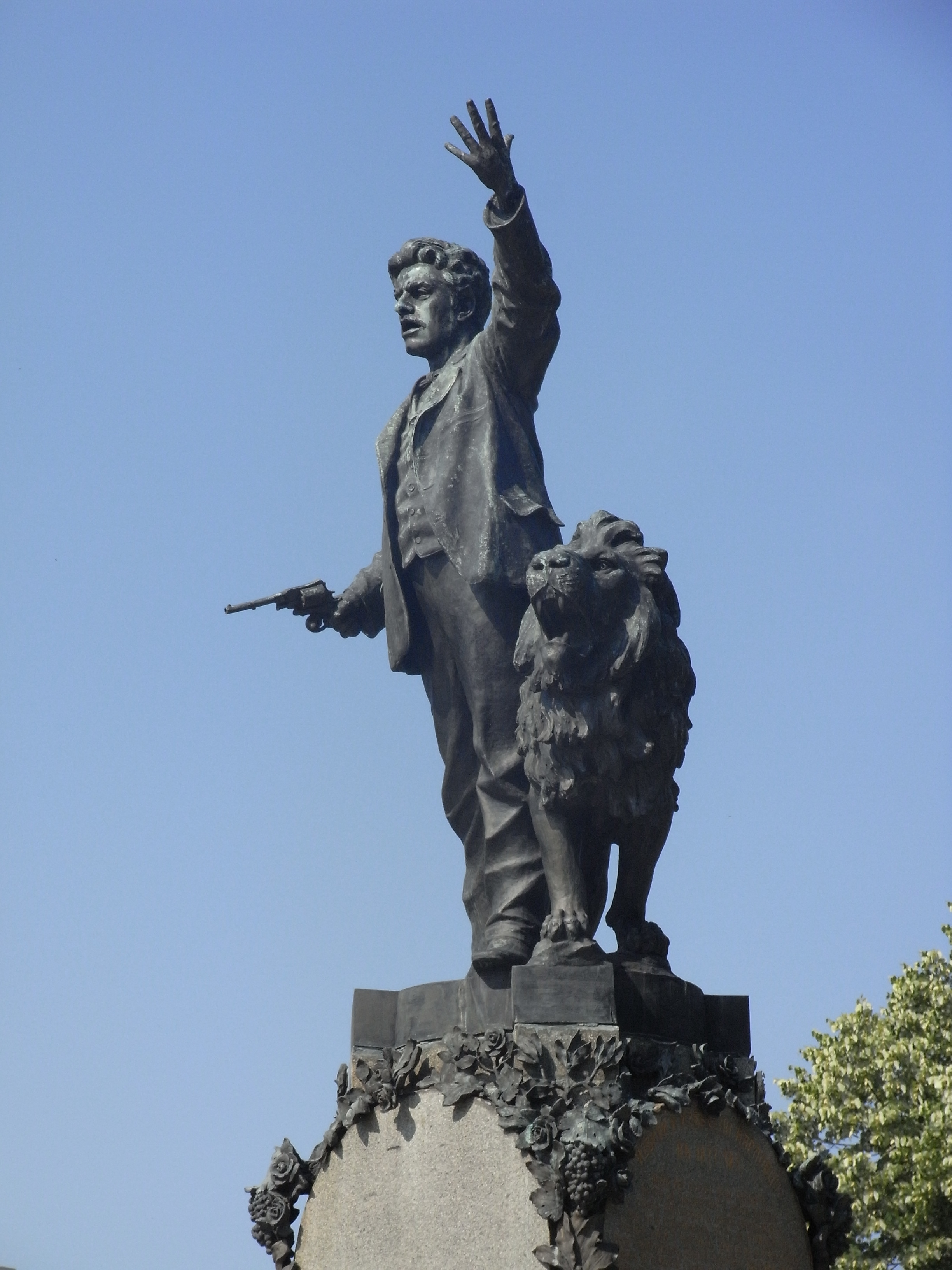
Lewski-Denkmal, Karlowo
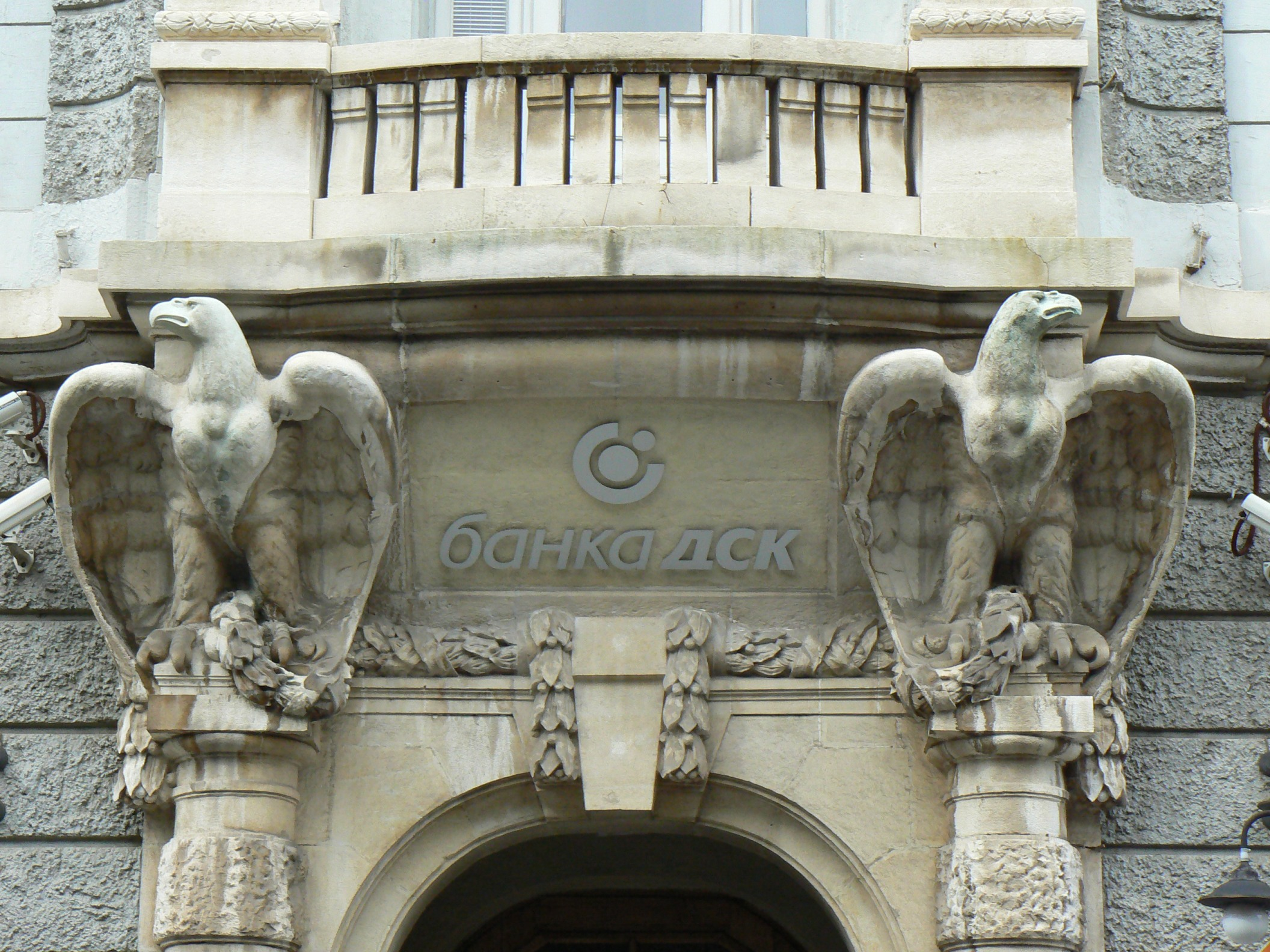
Banka DSK, Sofia
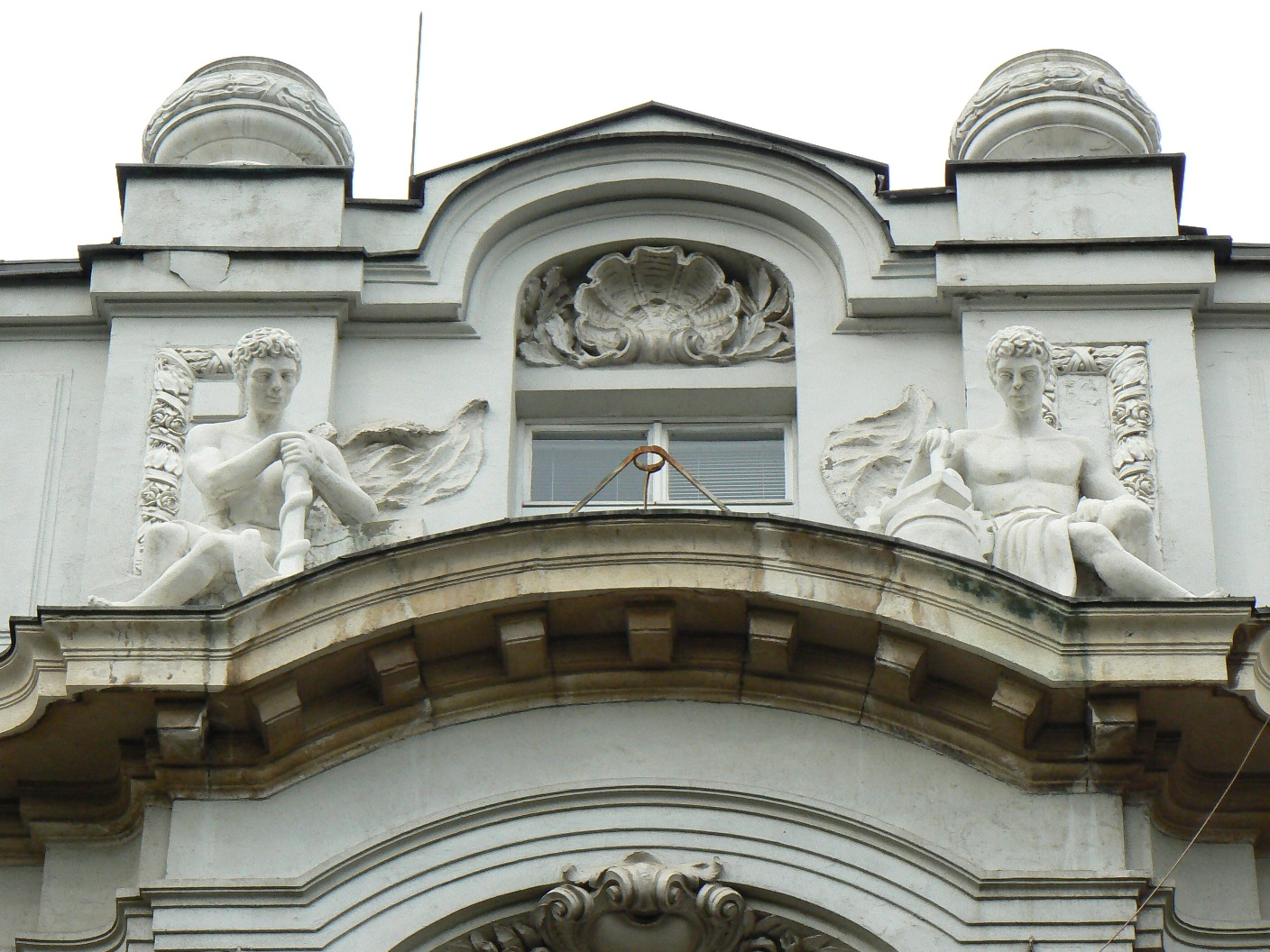
Banka DSK, Sofia
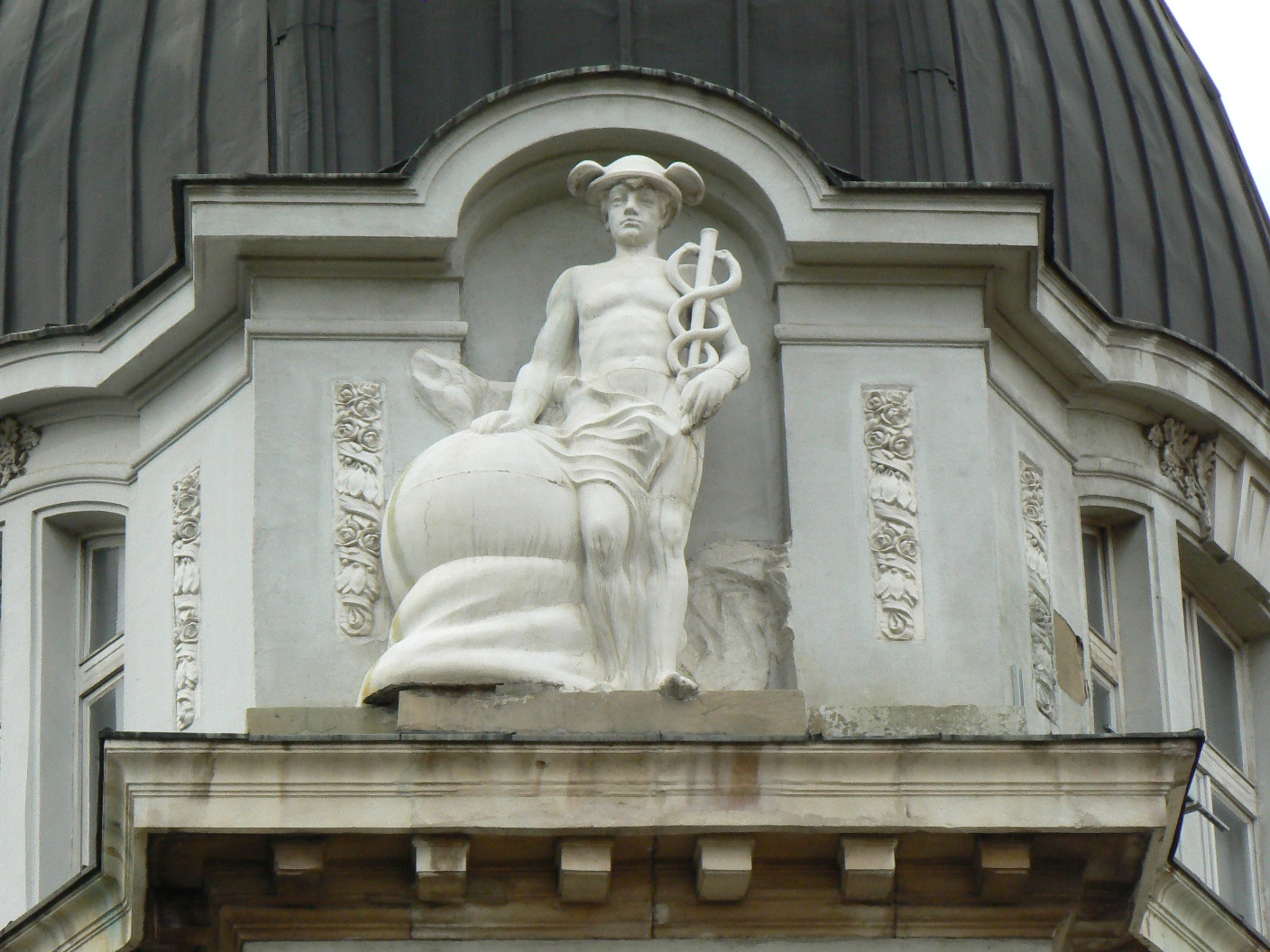
Hermes, Banka DSK, Sofia
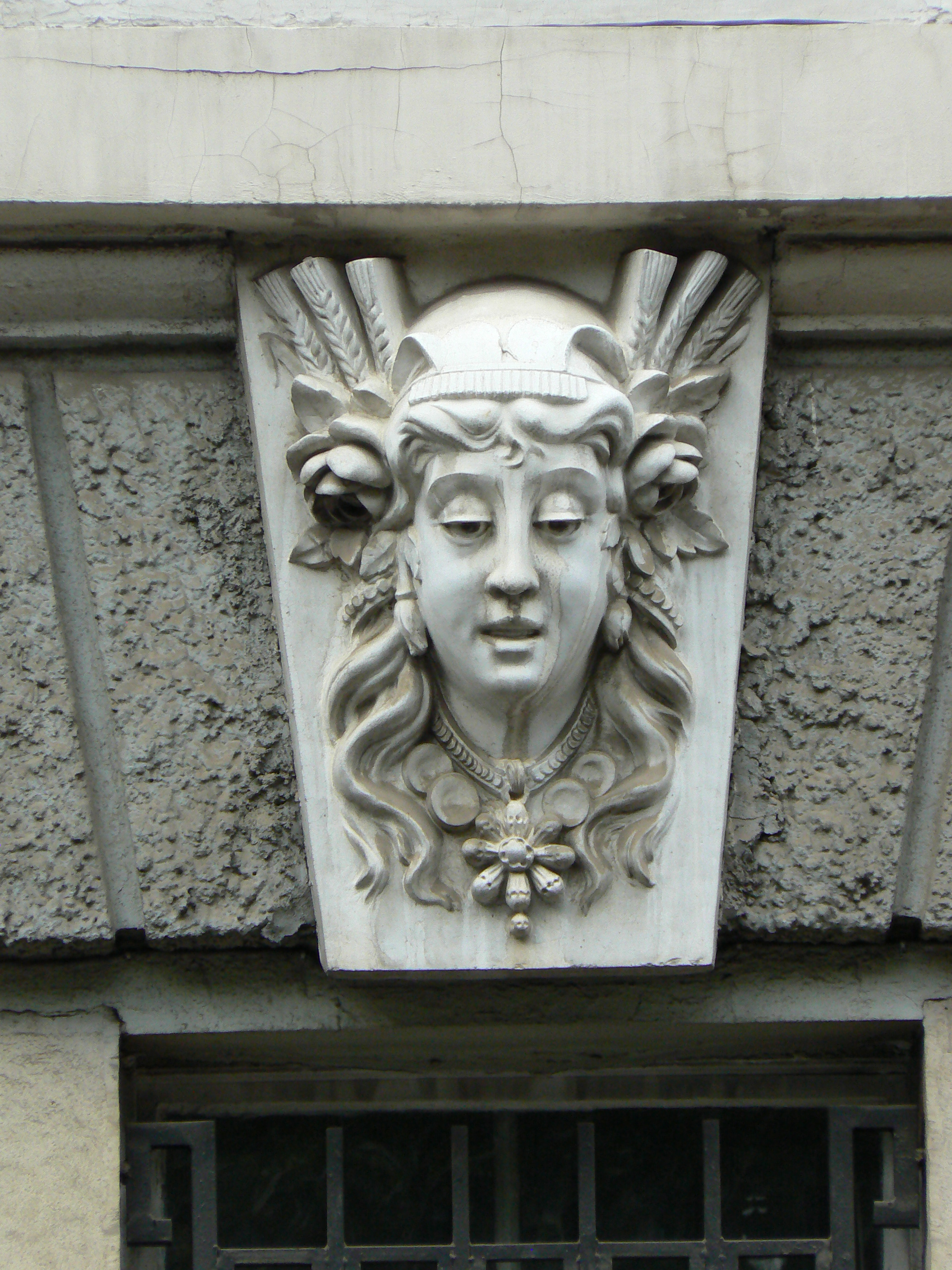
Banka DSK, Sofia